# Euthalia jana
Euthalia jana är en fjärilsart som beskrevs av Felder 1866. Euthalia jana ingår i släktet Euthalia och familjen praktfjärilar. Inga underarter finns listade i Catalogue of Life.